# نيكولا دوياكوفيتش
نيكولا دوياكوفيتش مواليد 27 يونيو 1996 في بانيا لوكا، البوسنة والهرسك، هو لاعب كرة قدم بوسني يلعب كلاعب وسط. مثّل منتخب البوسنة والهرسك لكرة القدم.

## المسيرة الاحترافية

### أندية لعب لها
- نادي بوراتس بانيا لوكا